# West Hollywood
Pour les articles homonymes, voir Hollywood (homonymie).

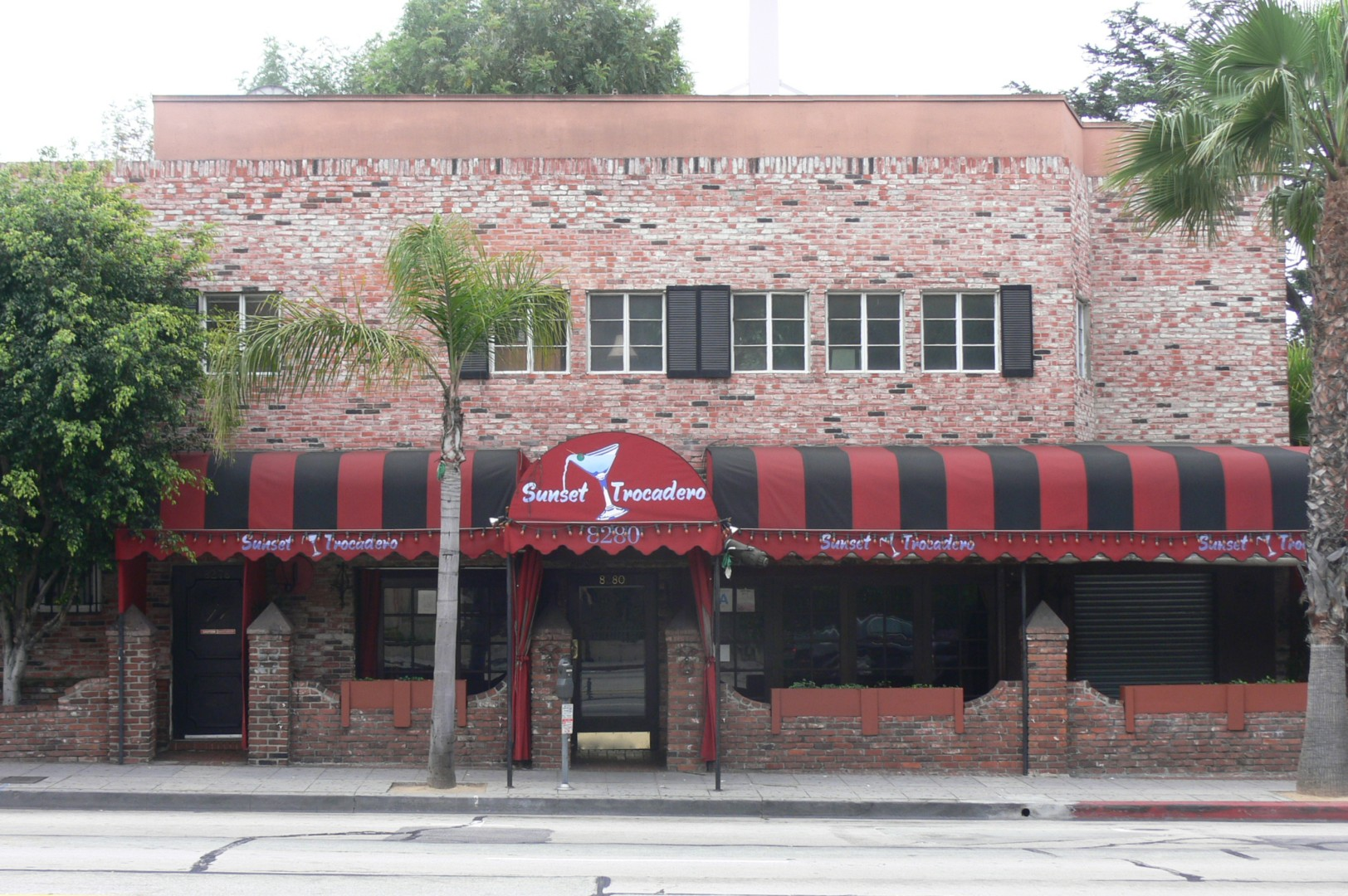
Le Sunset Trocadero, nightclub de West Hollywood.

West Hollywood (parfois appelée WeHo) est une ville située dans le comté de Los Angeles, dans l'État de Californie aux États-Unis. Elle est encerclée par les municipalités de Beverly Hills et Los Angeles. La ville de West Hollywood est incorporée en 1984. Sa population est de 34 399 habitants selon le recensement de 2010. Selon l'étude démographique de 2002, 41 % de la population se compose d'hommes gays ou bisexuels.

## Géographie
West Hollywood est délimitée au nord par les monts Santa Monica, au nord par le quartier de Hollywood Hills, à l’est par le quartier de Hollywood, à l’ouest par la ville de Beverly Hills et au sud par le quartier de Fairfax. Le territoire municipal couvre une superficie de 4,9 km2. Le territoire est de forme irrégulière, ce qui s'explique du fait que la municipalité est formée d'anciennes parties du territoire non organisé du comté de Los Angeles. West Hollywood se caractérise par une forme urbaine dense et compacte. Les lots sont relativement petits, l'utilisation du sol est mixte et la trame urbaine se prête aux déplacements à pied. West Hollywood est la ville californienne où les déplacements à pied se font le plus aisément, avec un indice Walk score (en) de 89. L'activité commerciale comprend la vie nocturne et la restauration principalement sur Sunset Boulevard et Santa Monica Boulevard, l'art et le design sur Robertson Boulevard et Melrose Avenue, et les services communautaires sur Beverly Boulevard près du Pacific Design Center. Les quartiers résidentiels de West Hollywood sont Norma Triangle, West Hollywood North, West Hollywood West, West Hollywood East et West Hollywood Heights, chacun ne comprenant que quelques îlots de longueur ou de largeur. La plupart des carrefours des rues principales sont bornés d'établissements commerciaux de voisinage à distance de marche des quartiers résidentiels.

## Histoire
Plusieurs historiens font remonter l'histoire de West Hollywood à la fin du XVIIIe siècle alors que l'explorateur portugais João Rodrigues Cabrilho arrive sur la côte et déclare le territoire au nom de l'Espagne. Quelque 5 000 Tongvas accueillent Cabrilho à bord de canots. La tribu tongva est alors une de chasseurs cueilleurs connus pour leur révérence envers la danse et le courage. Vers 1770, ces autochtones sont déjà sévèrement ravagés par les maladies apportées par les Européens. Le système espagnol de mission change le nom tribal pour celui de Gabrielinos, en référence à la mission de San Gabriel (en). En 1770, l'expédition mexicaine de Gaspar de Portolà s’arrête juste au sud des monts Santa Monica près de ce qui est aujourd’hui West Hollywood, pour extraire la poix ou le brai (la brea) d’une fosse à bitume afin d’imperméabiliser leurs effets et dire la messe. Les Gabrielinos peuvent avoir brûlé le site pour obtenir du combustible.
En 1780, ce qui est maintenant le Sunset Strip est le chemin principal pour le Pueblo de Los Angeles, et tous les ranchs à l’ouest vers l’océan Pacifique. Ce terrain passe entre les mains de différents propriétaires au cours des cent années qui suivent, et est appelé suivant des noms comme La Brea et Plummer, lesquels sont indiqués dans les enregistrements de l’époque,. La majorité de cette aire fait partie du Rancho La Brea, et éventuellement deviennent propriété de la famille de Henry Hancock (en).
Dans la dernière partie du XIXe siècle, les premiers développements urbains majeurs débutent sur le territoire qui est aujourd’hui West Hollywood. La ville de « Sherman » est établie par Moses Sherman (en) et ses partenaires du Los Angeles and Pacific Railway, une ligne de chemin de fer interurbaine qui fera partie plus tard du réseau du Pacific Electric Railway. Sherman accueille les ateliers ferroviaires, les dépôts de locomotives et de voitures. Plusieurs travailleurs du chemin de fer s’établissent dans la ville. C’est à cette période que la ville acquiert sa réputation d’une réglementation permissive, d’être ouverte à la consommation d’alcool (durant la prohibition), d’être une place pour excentriques se méfiant de l’action des gouvernements. Malgré plusieurs tentatives d’annexions, la ville choisit de ne pas s’intégrer à la ville de Los Angeles.
Pendant de nombreuses années, le territoire de West Hollywood est resté non incorporé à Los Angeles et se trouve donc placé sous la juridiction du comté de Los Angeles. Le jeu est alors interdit à Los Angeles, mais est autorisé à West Hollywood. Ainsi, pendant les années 1920, nombre de boîtes de nuit et casinos s’établissent le long du Sunset Strip, échappant par là même à l’autorité du service de police de Los Angeles et son approche musclée. Comme le territoire de West Hollywood ne fait pas partie de Los Angeles, le shérif du comté a ainsi charge de police, situation qui perdure encore aujourd'hui.
Les gens de cinéma sont attirés par ce lieu plus permissif, ce qui amène la construction de beaux appartements et hôtels particuliers. Les cinéphiles du monde entier connaissent ainsi le Ciro’s, le Mocambo, le Trocadéro, le Jardin d’Allah, le Château Marmont et savent qu’on peut y croiser des stars.
L’endroit finit par perdre la faveur du monde du cinéma, mais continue d’attirer, grâce à ses bars, restaurants et boîtes de nuit, les fêtards de la ville et les touristes venus d’ailleurs. À la fin des années 1960, le Strip se transforme de nouveau à la faveur du mouvement hippie. Les jeunes de tout le pays affluent vers les clubs de West Hollywood, tels que le Whisky a Go Go et le Troubadour. Le Ciro’s, alors sur le déclin, organise les premières soirées gay le samedi soir, pudiquement appelées Thé Dansant. Il est strictement interdit à deux hommes de danser ensemble à l’époque, mais tout comme avec les casinos et les speakeasys en leur temps, la loi n’est pas appliquée à la lettre. Cette tolérance conduit à l’ouverture d’autres clubs gay après la fermeture du Ciro’s (transformé depuis en The Comedy Store) et à l’abrogation des lois discriminatoires envers les homosexuels dans le comté de Los Angeles. Les années 1970 voit l’arrivée massive de LGBT dans la communauté.
La migration la plus récente vers West Hollywood survient après la dissolution de l'Union soviétique, alors que des milliers de juifs russes s'installent dans la ville. La majorité des 5 000 à 6 000 juifs russes s'établissent lors de deux grandes vagues d'immigration, en 1978-1979 et 1988-1992. Outre New York, West Hollywood compte la plus importante communauté russophone aux États-Unis.
En 1984, les habitants de West Hollywood désirent maintenir le contrôle des loyers alors que le comté de Los Angeles veut abolir le contrôle des loyers sur toutes ses zones non incorporées. West Hollywood étant une collectivité densément peuplée et comptant une forte proportion de locataires, plusieurs habitants n'ont pas les moyens de rencontrer les fortes hausses de loyer prévalant dans la région de Los Angeles. Une coalition d'aînés, de juifs, d'homosexuels et de locataires, conseillée par la Community for Economic Survival (CES), amène rapidement un vote sur l'incorporation de la ville. Ainsi, en novembre est votée la loi créant la City of West Hollywood, en faisant une ville à part entière. L'administration de West Hollywood adopte immédiatement la réglementation la plus restrictive de contrôle des loyers aux États-Unis.
En raison de l’importante population homosexuelle et des commerces gay, West Hollywood a acquis la réputation de « village gay ». La section du Santa Monica Boulevard, allant de La Cienega Blvd au Robertson Blvd est surnommée le Boys Town (la ville des garçons). Elle recueille la communauté gay la plus importante du monde, avec des night-clubs célèbres tels que Rage & Mickys.
West Hollywood est la première ville américaine à avoir un conseil municipal majoritairement gay et, en 1985, à avoir mis en place un registre pour conjoints homosexuels.
West Hollywood a adopté sa propre signalétique de rue, avec des panneaux figurant une carte bleue de la ville de Los Angeles. Cette carte se retrouve également sur les voitures de Sheriff qui patrouillent en ville, mais aux couleurs de l’arc-en-ciel, emblématique de la communauté gay.
WeHo concentre aujourd’hui les plus beaux appartements de la côte Ouest des États-Unis dans des résidences de luxe telles que Shorham Towers ou Sierra Towers et, dans le très chic Cul-de Sac (en français dans le texte), sur Alta Loma Road, les célèbres complexes The Empire West et The Park Wellington.
Alta Loma Road est également l’adresse de l’hôtel The Sunset Marquis, avec son célèbre Whisky Bar de 45 personnes et son studio d’enregistrement qui a vu la naissance de nombreux succès. Alta Loma Road a également servi de décor au film Perfect.

## Administration locale
Le maire actuel est John J. Duran.[Quand ?]

## Économie
La ville abrite le siège nord-américain du groupe agroalimentaire allemand Bahlsen.

## Démographie
D’après le recensement de l’an 2010, la population est de 34 399 habitants. La composition ethnique est de 84,24 % de Blancs, 3,24 % d’Afro-Américains, 0,30 % d’Amérindiens, 5,45 % d’Asiatiques, 0,10 % d'Océaniens, 3,62 % de métis et 3,05 % d'autres. 10,50 % de la population est d’origine hispanique.
Selon l'American Community Survey, en 2010, 65,34 % de la population âgée de plus de 5 ans déclare parler l'anglais à la maison, 11,93 % déclare parler l'espagnol, 9,93 % le russe, 2,61 % le français, 1,30 % l'italien, 1,01 l'allemand, 0,96 % l'arménien, 0,75 % le vietnamien, 0,67 % une langue chinoise, 0,65 % l'hébreu, 0,60 % le tagalog et 4,26 % une autre langue.
| 1960   | 1970   | 1980   | 1990   | 2000   | 2010   |
| ------ | ------ | ------ | ------ | ------ | ------ |
| 28 870 | 34 622 | 35 703 | 36 118 | 35 716 | 34 399 |

## Sites d’intérêt

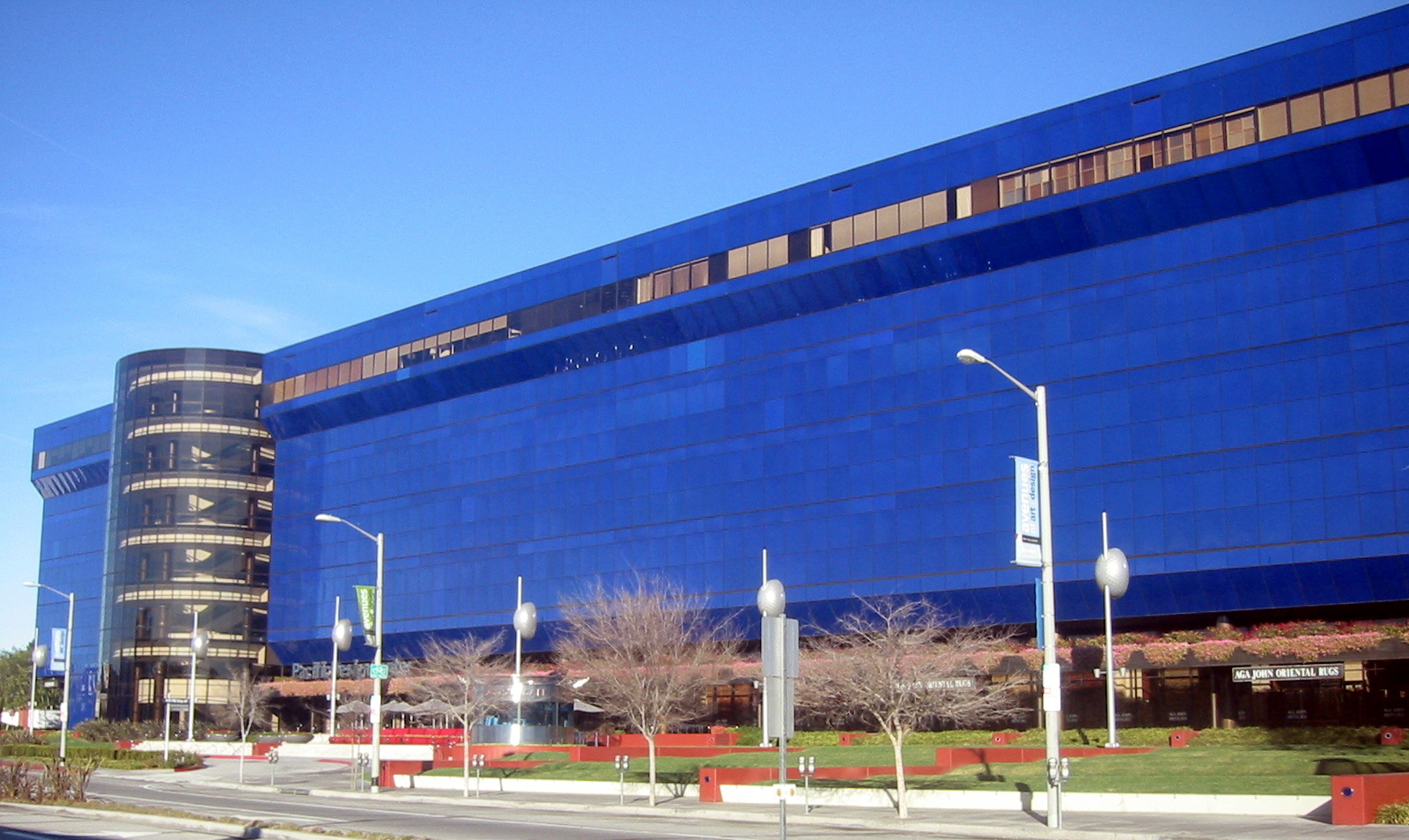
Pacific Design Center, West Hollywood.

West Hollywood compte le Sunset Plaza, une zone commerciale à l’européenne sur Sunset Boulevard, concentrant sur 600 mètres des commerces qui se trouveraient autrement sur Rodeo Drive.
L’ouest de Melrose Avenue, entre Fairfax Avenue est Doheny Drive, est réputé pour ses boutiques design, restaurants, antiquaires, magasins de meubles.
Le secteur compris entre Fountain Ave, Harper Ave, et Havenhurst Dr concentre des bâtiments remarquables des années 1920 de style néo-hispanique et art déco, conçus par des architectes de renom tels que Leland Bryant.
Le quartier « historique » a été l’adresse de nombreuses célébrités et la tour Sunset a accueilli, à une époque, Frank Sinatra, Errol Flynn, les sœurs Gabor, John Wayne et Howard Hughes.
Le secteur de Robertson/West 3rd Street collectionne les cafés et magasins les plus branchés de Los Angeles. Les paparazzis y louent des places de stationnement au mois pour être sûr de photographier les vedettes. Le Ivy (Lierre) est actuellement très en vogue chez les célébrités.
César Pelli a dessiné trois bâtiments à West Hollywood au Pacific Design Center : 
- - la « baleine bleue » en 1975
  - un bâtiment vert en 1988
  - le Red Building en 2009, une flèche de verre rouge et courbée[15].

Parmi les autres sites :
- Abbey Bar and Restaurant
- Barney's Beanery
- Beverly Center Mall
- The Comedy Store
- Dudley Do-Right's Emporium
- Formosa Cafe
- House of Blues
- Hard Rock Cafe
- Hyatt West Hollywood
- Pacific Design Center
- Plummer Park
- The Roxy Theatre
- Tail O' the Pup
- Tower Records
- Troubadour
- Samuel Goldwyn Studios
- The Schindler House de l'architecte Rudolf Schindler
- Sunset Strip
- Whisky a Go Go
- Whisky Bar
- The Viper Room

## Événements
- Le Carnaval d’Halloween de West Hollywood a lieu chaque année le 31 octobre. C’est la plus grande fête de rue d’Halloween aux États-Unis, s’étirant sur plus d’1,5 km sur Santa Monica Boulevard, entre La Cienega Boulevard à l’Est et Doheny à l’Ouest. Il regroupe 350 000 participants, certains venant spécialement pour l’occasion.

- Christopher Street West (« CSW ») est le lieu de défilé de la Gay Pride, tenue la première fois en juin 1970 pour commémorer les émeutes de Stonewall à New York. Après l’incorporation, le défilé s’est déplace à West Hollywood et a lieu le deuxième week-end de juin, pour ne pas coïncider avec les défilés plus importants de San Francisco et New York, ou avec la fête des pères.